# Atithasus bimaculatus
Atithasus bimaculatus är en stekelart som först beskrevs av William Harris Ashmead 1896.  Atithasus bimaculatus ingår i släktet Atithasus och familjen brokparasitsteklar. Inga underarter finns listade.